# Wiesław Sierański
Wiesław Sierański (ur. 23 czerwca 1947) – polski lekkoatleta specjalizujący się w  rzucie oszczepem.
Mistrz Polski z 1972 roku, piąty zawodnik Mistrzostw Europy w Atenach (1969). Wielokrotny członek drużyny narodowej - 11 razy bronił biało-czerwonych barw w meczach międzypaństwowych. Zawodnik Zawiszy Bydgoszcz (1963–1975), AZS-AWF Gorzów Wielkopolski (1977–1979) i Olimpii Poznań (1980–1981). Rekord życiowy: 82,20 (20 czerwca 1971, Warszawa).

## 10 najlepszych startów w karierze
| Wynik   | Miejsce   | Data                |
| ------- | --------- | ------------------- |
| 82,20 m | Warszawa  | 20 czerwca 1971     |
| 80,66 m | Warszawa  | 4 czerwca 1972      |
| 80,66 m | Bydgoszcz | 25 maja 1975        |
| 80,30 m | Bydgoszcz | 2 maja 1975         |
| 80,26 m | Warszawa  | 15 maja 1969        |
| 79,74 m | Ateny     | 19 września 1969    |
| 79,74 m | Warszawa  | 30 maja 1970        |
| 79,50 m | Bydgoszcz | 6 października 1974 |
| 79,44 m | Warszawa  | 1 maja 1973         |
| 79,24 m | Warszawa  | 10 sierpnia 1974    |